# Istvánd
Istvánd (1899-ig Stefuró, szlovákul: Štefurov, ukránul: Sztefuriv) község Szlovákiában, az Eperjesi kerület Felsővízközi járásában.

## Fekvése
Felsővízköztől 21 km-re délnyugatra, a Tapoly és az Ondava között fekszik.

## Története
A község területén már a kőkorszakban is éltek emberek, ezt bizonyítja az a két késő kőkori sír, melyet a Kosariska hegyen találtak.
A mai települést a német jog alapján alapították a 14. század első felében, 1414-ben „Stwfurka” néven említik először. Ekkor 20 portája volt. A makovicai uradalomhoz tartozott. A 15. század végén a lengyelek támadása következtében elnéptelenedett. A 16. századtól birtokosa a Bornemissza, Bocskay és Rákóczi-család volt. A 18. században az Illésházyaké. 1787-ben 39 házában 273 lakos élt.
A 18. század végén Vályi András így ír róla: „STOFURO, vagy Stafaro. Orosz falu Sáros Várm. földes Ura Gr. Áspermont Uraság, lakosai ó hitüek, fekszik Kerekrét, és Kurima között, határja meglehetős, fája, legelője elég van.”
1828-ban 42 háza és 337 lakosa volt, akik földműveléssel, állattartással, szövéssel, fonással foglalkoztak.
Fényes Elek 1851-ben kiadott geográfiai szótárában így ír a faluról: „Stefuro, orosz falu, Sáros vármegyében, Nyirjes fiókja: 7 r., 324 g. kath., 6 zsidó lak. Gör. anyaszentegyház. A zborói urad. tartozik. Ut. p. Bártfa.”
1920 előtt Sáros vármegye Girálti járásához tartozott.

## Népessége
| Év:            | 1994. | 2004.   | 2014.   | 2024.    |
| -------------- | ----- | ------- | ------- | -------- |
| Emberek száma: | 106   | 111     | 111     | 99       |
| Eltérés:       |       | +4,71 % | -1,42 % | -10,81 % |

| Év:            | 2023. | 2024.   |
| -------------- | ----- | ------- |
| Emberek száma: | 103   | 99      |
| Eltérés:       |       | -3,88 % |

1910-ben 137, többségben ruszin lakosa volt, jelentős cigány kisebbséggel.
2001-ben 118 lakosából 117 szlovák volt.
2011-ben 117 lakosából 107 szlovák.

## Nevezetességei
Szűz Mária tiszteletére szentelt, görögkatolikus temploma 1821-ben épült klasszicista stílusban. A római katolikus hívek Radomához tartoznak.

## Híres emberek
- Itt született 1857. november 23-án Emil Kubek szlovák papköltő, író.
- Itt született 1885. február 10-én Terray Lajos jogász, borászati szakértő, szakíró.